# قاتل الشياطين الفلم: قطار اللانهاية
قاتل الشياطين الفيلم: قطار اللانهاية (باليابانية: 劇場版「鬼滅の刃」 無限列車編، بالروماجي: Gekijō-ban "Kimetsu no Yaiba" Mugen Ressha-hen) هو فيلم أنمي مقتبس من سلسلة مانغا قاتل الشياطين من تأليف كيوهارو غوتوغي. الفيلم من إخراج هارو سوتوزاكي، ومن إنتاج استوديو يوفوتيبل، عرض الفيلم في اليابان في 16 أكتوبر عام 2020. وبسبب نجاح الفيلم اذ يعتبر الفيلم أكثر فلم انمي إيرادات وأكثر فلم ارباح لسنة 2020 ووصلت ايراداته إلى أكثر من 503 مليون دولار أمريكي في نصف سنة فقط وبهذا يعد الفلم أكثر فلم ايرادات بدون افلام هوليوود تم تقديمه في فئة أفضل فيلم رسوم متحركة طويل ‏ في حفل توزيع جوائز الأوسكار الثالث والتسعون.

## القصة
تدور أحداث القصة عن تانجيرو ونيزوكو وزينيتسو وإينوسوكي الذين يركبون القطار لمساعدة هاشيرا اللهب رينغوكو كيوجيرو في مهمته للبحث عن شيطان قتل العديد من قتلة الشياطين و يصطدمون بأحد الأقمار الإثنا عشر.

## الأداء الصوتي
| الشخصية                      | الأداء الصوتي      |
| ---------------------------- | ------------------ |
| تانجيرو كامادو               | ناتسوكي هاناي      |
| نيزوكو كامادو                | أكاري كيتو         |
| إينوسوكي هاشيبيرا            | يوشيتسوغو ماتسوؤكا |
| زينيتسو أغاتسوما             | هيرو شيمونو        |
| كيوجورو رينغوكو              | ساتوشي هينو        |
| إينمو / القمر الأول المنخفض  | دايسكي هيراكاوا    |
| أكازا / القمر الثالث المرتفع | أكيرا إيشيدا       |
| روكا رينغوكو                 | ميغومي تويوغوتشي   |
| شينجورو رينغوكو              | ريكيا كوياما       |
| سينجور رينغوكو               | جونيا إينوكي       |
| تانجورو كامادو               | شينيتشيرو ميكي     |
| كي كامادو                    | هوكو كواشيما       |
| تاكو كامادو                  | يو تايتشي          |
| هاناكو كامادو                | كونومي كوهارا      |
| شيغيرو كامادو                | كايدي هوندو        |
| روكوتا كامادو                | أوي كوغا           |
| شينوبو كوتشو                 | ساوري هايامي       |
| غيومي هيميجيما               | توموكازو سوغيتا    |
| تينغين أوزوي                 | كاتسويوكي كونيشي   |
| سانيمي شينازوغاوا            | توموكازو سيكي      |
| أوباناي إيغورو               | كينيتشي سوزومورا   |
| غيو توميوكا                  | تاكاهيرو ساكوراي   |
| كاغايا أوبوياشيكي            | توشيوكي موريكاوا   |
| أماني أوبوياشيكي             | رينا ساتو          |

## وصلات خارجية
- الموقع الرسمي (باليابانية)
- الموقع الرسمي (بالإنجليزية)
- مقالات تستعمل روابط فنية بلا صلة مع ويكي بيانات